# Antonio Tornielli
Antonio Tornielli (27 de janeiro de 1579 – 8 de março de 1650) foi um prelado católico romano que serviu como bispo de Novara (1636–1650).

## Biografia
Antonio Tornielli nasceu em Novara, na Itália. No dia 15 de dezembro de 1636, foi nomeado pelo Papa Urbano VIII como Bispo de Novara. No dia 25 de janeiro de 1637, foi consagrado bispo por Antonio Marcello Barberini, cardeal-sacerdote de Sant'Onofrio com Faustus Poli, arcebispo titular de Amasea, e Celso Zani, bispo de Città della Pieve, como co-consagradores. Serviu como Bispo de Novara até à sua morte a 8 de março de 1650.